# Filmblätter
Die Filmblätter waren eine deutsche Filmzeitschrift, die von 1948 bis 1969 in Berlin erschien.

## Geschichte
Bis 1949 erschienen sie unter dem Titel Berliner Filmblätter. Die Filmblätter bezeichneten sich als Fachorgan der Deutschen Filmwirtschaft und unterschieden sich damit erheblich von der zur selben Zeit einflussreichen konfessionellen Filmpresse. So wurden die deutschen Filmproduktionen anders als im Katholischen Filmdienst und im Evangelischen Filmbeobachter in der Regel überaus positiv dargestellt.
1951 führten die Filmblätter das sogenannte Filmrennen ein. Dabei handelte es sich um die Beobachtung der Spielpläne der Filmtheater in den Schlüsselstädten Berlin, Düsseldorf, Frankfurt am Main, Hamburg, Hannover, Köln, München und Stuttgart. Es beruhte auf der Zählung der einzelnen Termintage, die jeder Spielfilm in den genannten Städten erzielen konnte. Der in einem Kalenderjahr meistterminierte Film wurde mit dem Sonderpreis, der in einem Saisonjahr meistterminierte Film mit dem Kassenschimmel ausgezeichnet.
Die Filmblätter wurden 1962 mit der Zeitschrift Filmecho/Filmwoche vereinigt, bestanden aber unter ihrem eigenständigen Namen bis 1969 weiter. Jahrelang erschien Filmecho/Filmwoche noch mit dem Zusatz „vereinigt mit filmblätter“.